# Parade (músico)
Parade es el nombre artístico de Antonio Galván, un reconocido músico de la escena indie pop española. Aunque generalmente se le ha clasificado dentro de la Nueva Ola Murciana, Parade tiene un estilo peculiar cargado de eclecticismo, en los que se aprecia la influencia de artistas tan diferentes como Sigue Sigue Sputnik, David Bowie, The Beach Boys, Jimmy Webb o Dion and The Belmonts.

## Historia
Bajo el nombre de Parade se encuentra Antonio Galván, un profesor de música de Yecla que ha publicado diez discos en más de veinte años de carrera.
La discográfica Spicnic lo fichó para publicar su primer disco, Parade (Spicnic, 1998), con el que alcanzó cierta resonancia en el mundo indie gracias al hit "Metaluna", basada en la película de ciencia ficción Regreso a la Tierra (Joseph M. Newman, 1955). "Metaluna" fue, además, la canción titular del que es su único EP que ha publicado hasta la fecha, Metaluna (Spicnic, 1999).
La continuación no se hizo esperar, y Consecuencias de un mal uso de la electricidad (Spicnic, 2000) nos descubrió a un Galvañ con un sonido mucho más rico y chispeante. Este álbum, el más directo y pop, contiene temas como "Mi erizo y yo" o "Niño zombi".
Pero la verdadera revolución de Parade llegó con Inteligencia artificial (Spicnic, 2003), en el que Galvañ rebaja la electrónica para centrarse en el piano, abordando géneros clásicos como el pasodoble, con ritmos antiguos que hablan de la Guerra Fría y del fin del mundo.
En 2006 presentaba el melancólico Todas las estrellas (Spinic, 2006), que continuaba por la senda abierta por Inteligencia artificial, predominando el uso de instrumentación real y manteniendo la temática Parade.
Tras el parón de Spicnic, Parade quedó sin discográfica. Galvañ decidió grabar algunas de sus canciones en un formato más experimental y regalar el resultado en su blog, bajo el nombre de "Parade como el Jovencito Frankenstein". Con la ayuda de sus grupos favoritos, de los que recorta y pega al más puro estilo Avalanches, renueva sus propios clásicos, como "Metaluna", "Area 51 (del corazón)" o "Sin Eduardo". Galvañ confiesa de qué grupos ha sacado todo el material para ello: Chad & Jeremy, The Mammas & The Papas, Lucio Battisti, Robert Gordo y Young Marble Giants.
Finalmente, Jabalina cerraba el trato con Parade para publicar La Fortaleza de la Soledad (Jabalina, 2009).
A finales de 2009 publicó un doble CD recopilatorio con temas de sus cuatro primeros álbumes, rarezas y canciones inéditas, al que tituló Intonarumore, un artilugio productor de ruido inventado a principios del siglo XX.

En abril de 2011 publica "Materia Oscura", su segundo lanzamiento musical con Jabalina.
Además de sus discos como Parade, cabe destacar su labor como músico, colaborador y productor. Entre lo más reseñable se encuentra su colaboración con Fernando Márquez El Zurdo, con el que publicó un EP de versiones bajo el nombre de Los Fantasmas del Paraíso; "Miércoles", canción que grabó con Iluminados; su labor como pianista en el debut de Ibon Errazkin, Ibon Errazkin (Elefant, 2000), o la participación en Pío pío (Elefant, 2006) de Single.

## Discografía

### Álbumes
- ¿Chispa o calambre? (Jabalina Música, 2021)
- La deriva sentimental (Jabalina Música, 2019)
- Demasiado humano (Jabalina Música, 2016)
- Amor y Ruido (Jabalina Música, 2013)
- Materia Oscura (2011)
- Intonarumore (Recopilatorio, Jabalina Música, 2009).
- La fortaleza de la soledad (Jabalina Música, 2009)
- Todas las estrellas (Spicnic, 2006)
- Inteligencia artificial (Spicnic, 2003)
- Consecuencias de un mal uso de la electricidad (Spicnic, 2000)
- Parade (Spicnic, 1998)

### EP
- Metaluna (1999)

### Canciones en recopilatorios
- "El visitante" en Cuentos de navidad (Jabalina Records 2006)
- "Como un aviador" en Un soplo en el corazón. Homenaje a Family (Elefant-Rockdelux 2003)
- "Spook walks" en Oigo un nuevo no mundo. Homenaje a Joe Meek (Spicnic 2001)
- "Verdeazul" y "Silvia" en Otras formas de vida (Federación de Universos Pop 2000)
- "En Mi Jardín" en Spicnic en no mundo. Homenaje a Tim Burton (Spicnic 1997)

### Otros proyectos
- EP bajo el nombre Los Fantasmas del Paraíso, dúo formado con Fernando Márquez El Zurdo (Spicnic 2002)